# Syspastospora tropicalis
Syspastospora tropicalis är en svampart som beskrevs av Dania García, Stchigel & Guarro 2002. Syspastospora tropicalis ingår i släktet Syspastospora och familjen Ceratostomataceae.   Inga underarter finns listade i Catalogue of Life.